# Freyella pennata
Freyella pennata is een tienarmige zeester uit de familie Freyellidae.
De wetenschappelijke naam van de soort werd in 1889 gepubliceerd door Percy Sladen.